# Marija Fieklistowa
Marija Fieklistowa (ros. Мари́я Алекса́ндровна Фекли́стова, ur. 12 maja 1976) – rosyjska strzelczyni sportowa. Brązowa medalistka olimpijska z Sydney.
Specjalizowała się w strzelaniu z karabinu pneumatycznego i karabinu kulowego. Zawody w 2000 były jej jedynymi igrzyskami olimpijskimi. Medal zdobyła w konkurencji trzech postaw. Wcześniej była medalistką mistrzostw świata i Europy w rywalizacji juniorów w różnych konkurencjach.